# Локомотивное депо (Приволжская железная дорога)
Локомотивное депо — остановочный пункт Приволжской железной дороги в Саратовском железнодорожном узле, в непосредственной близости от проходной локомотивного депо Саратов. Здесь же, неподалёку расположена проходная Саратовского завода энергетического машиностроения (бывший паровозоремонтный завод).